# Environmental Media Awards

Les Environmental Media Awards sont des récompenses décernées par l'Environmental Media Association depuis 1991 aux meilleurs épisodes de séries télévisées ou aux meilleurs films avec un message environnemental.
L'Environmental Media Association (EMA) est une association à but non lucratif créée en 1989 qui pense que « grâce à la télévision, le cinéma et la musique, la communauté du divertissement a le pouvoir d'influencer la sensibilité aux problèmes environnementaux de millions de personnes ».

## Catégories de récompense
- Prix EMA (EMA Award)
- Meilleur long métrage (Feature Film)

## Palmarès

### Meilleur long métrage
- 2001 : Docteur Dolittle 2 (Doctor Dolittle 2)
- 2004 : Deux Frères •  France  Royaume-Uni
- 2015 : Au royaume des singes (Monkey Kingdom)